# Svalgtub

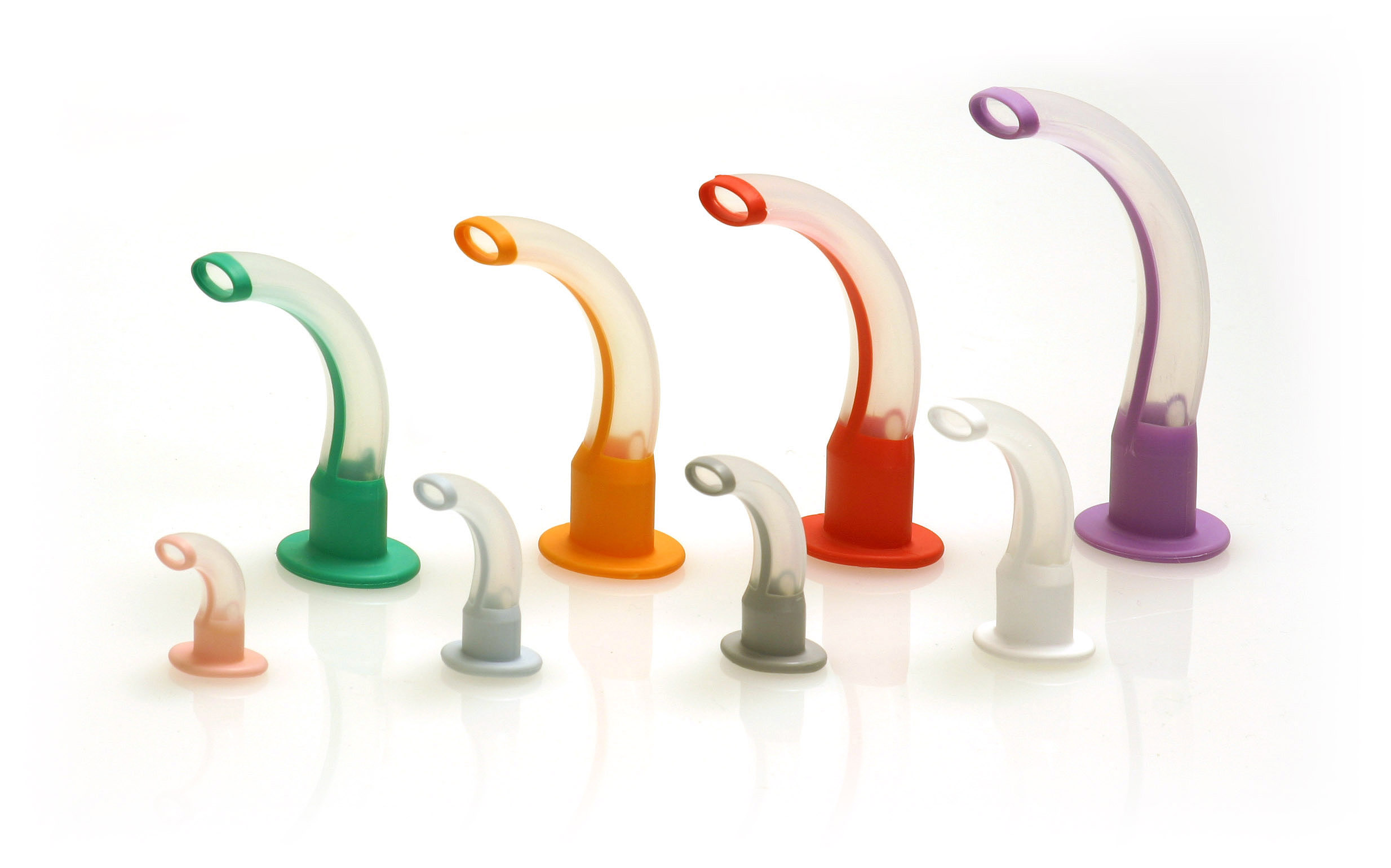
Orala svalgtuber i olika storlekar.

En svalgtub är en medicinteknisk produkt som används för att upprätthålla en fri luftväg. Svalgtuben förhindra att övre luftvägen obstrueras. Svalgtubens funktion är att skapa en kanal genom att trycka undan mjukdelarna i farynx. När en person sjunker i medvetandegrad finns en stor risk att luftvägen faller samman och andningsförmågan försvåras.  För att en oral svalgtub skall kunna användas krävs det att personen är djupt medvetslös. Svalgtuben används främst inom akutsjukvården samt inom anestesin. Det är ett medicinteknisk hjälpmedel som kräver en bedömning av patientens luftväg då risker finns med hjälpmedlet i form av obstruktion, skador på mjukdelar, tänder samt utlösande av svalgreflexer.